# Esparza de Salazar
Pour les articles homonymes, voir Esparza et Salazar.
Esparza de Salazar en espagnol ou Espartza-Zaraitzu en basque est une municipalité de la communauté forale de Navarre, dans le Nord de l'Espagne.
Elle est située dans la zone linguistique mixte de la province et à 78 km de sa capitale, Pampelune. Elle fait partie de la mérindade de Sangüesa.
Le secrétaire de mairie est aussi celui de Gallués, Güesa et Sarriés.

## Démographie
| Évolution démographique                                            | Évolution démographique | Évolution démographique | Évolution démographique | Évolution démographique | Évolution démographique | Évolution démographique | Évolution démographique | Évolution démographique | Évolution démographique | Évolution démographique |
| 1996                                                               | 1998                    | 1999                    | 2000                    | 2001                    | 2002                    | 2003                    | 2004                    | 2005                    | 2006                    | 2007                    |
| ------------------------------------------------------------------ | ----------------------- | ----------------------- | ----------------------- | ----------------------- | ----------------------- | ----------------------- | ----------------------- | ----------------------- | ----------------------- | ----------------------- |
| 122                                                                | 116                     | 121                     | 115                     | 108                     | 104                     | 102                     | 102                     | 100                     | 98                      | 103                     |
| Sources: Esparza de Salazar et instituto de estadística de navarra |                         |                         |                         |                         |                         |                         |                         |                         |                         |                         |

## Personnalités
- Simeón de Guinda y Apezteguía: dignitaire ecclésiastique. Il deviendra évêque d'Urgell et coprince d'Andorre (1714-1737).

### Sources
- (es) Cet article est partiellement ou en totalité issu de l’article de Wikipédia en espagnol intitulé « Esparza de Salazar » (voir la liste des auteurs).